# Pietro Riario
Pietro Riario, O.F.M.Conv., (Savona, 21 aprile 1445 – Roma, 5 gennaio 1474) è stato un cardinale e arcivescovo cattolico italiano, vescovo di Treviso, poi arcivescovo di Firenze.

## Biografia
Figlio di Paolo Riario e della prima moglie Bianca di Gaspare Becalla. Quando aveva appena tre anni la madre muore e il padre sposa Bianca della Rovere, sorella di papa Sisto IV (la quale diventò madre adottiva del Riario). Fu fratello di Violante (che da Antonio Sansone ebbe il cardinale Raffaele Riario), di Petruccia (che da Giovanni Spinola ebbe il cardinale Agostino Spinola) e Girolamo Riario (che da Caterina Sforza ebbe Ottaviano, Cesare, Bianca, e altri).

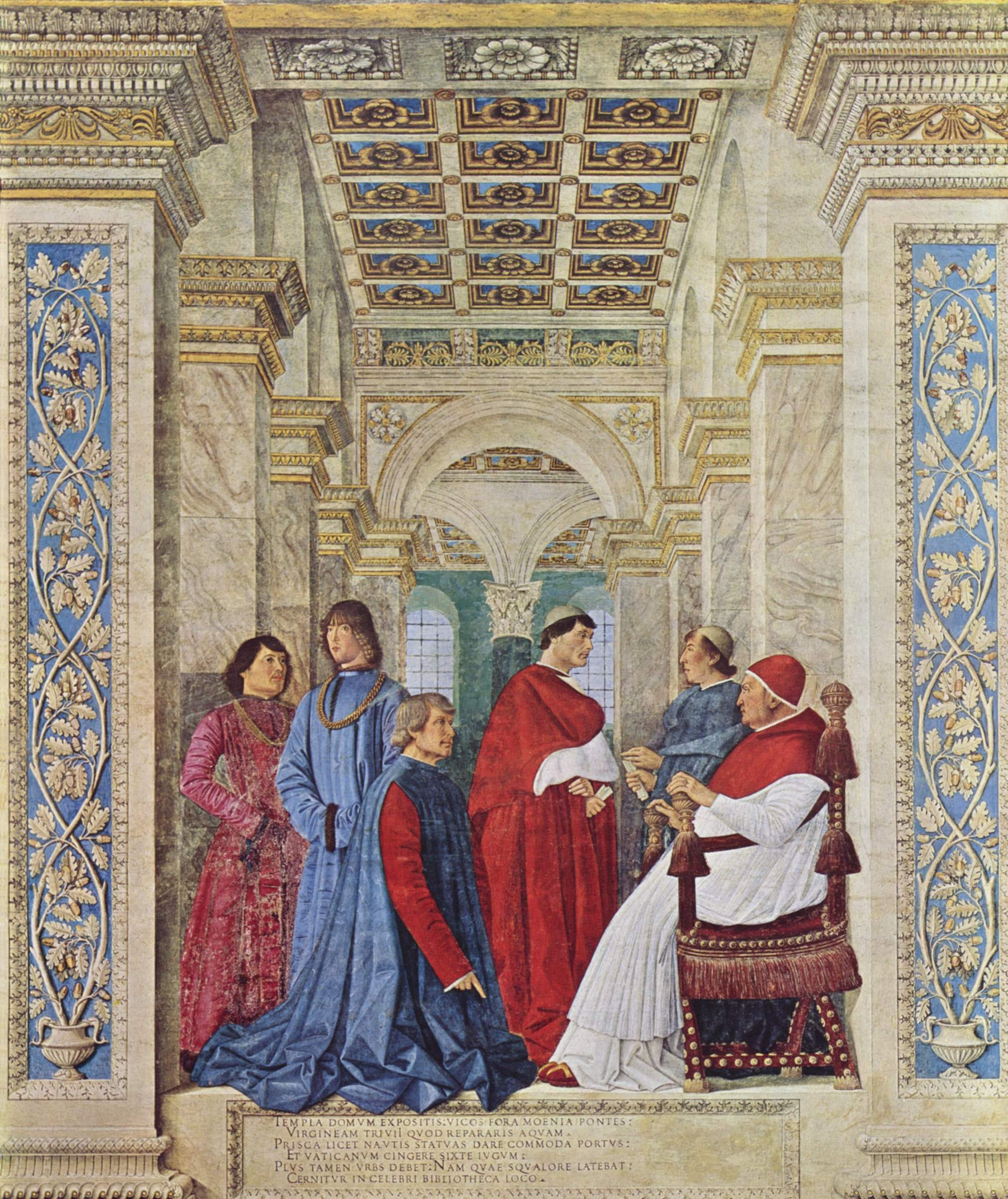
Sisto IV nomina il Platina prefetto della Biblioteca Vaticana, opera di Melozzo da Forlì (il cardinale posto accanto al trono del Pontefice per molto tempo si era soliti riconoscere Raffaele Riario, ma oggi si può affermare che esso sia Pietro Riario)

La data di nascita si deduce dalla lapide sepolcrale, oggi nella cripta della basilica romana dei Santi Apostoli, in cui si legge che Riario morì all'età di 28 anni, otto mesi e sei giorni; fra tutti fratelli e nipoti di Sisto IV, sembra fosse il prediletto dal pontefice, a giudicare almeno dal tono accorato con cui, nella citata lapide dei Santi Apostoli, ne piange la prematura scomparsa.

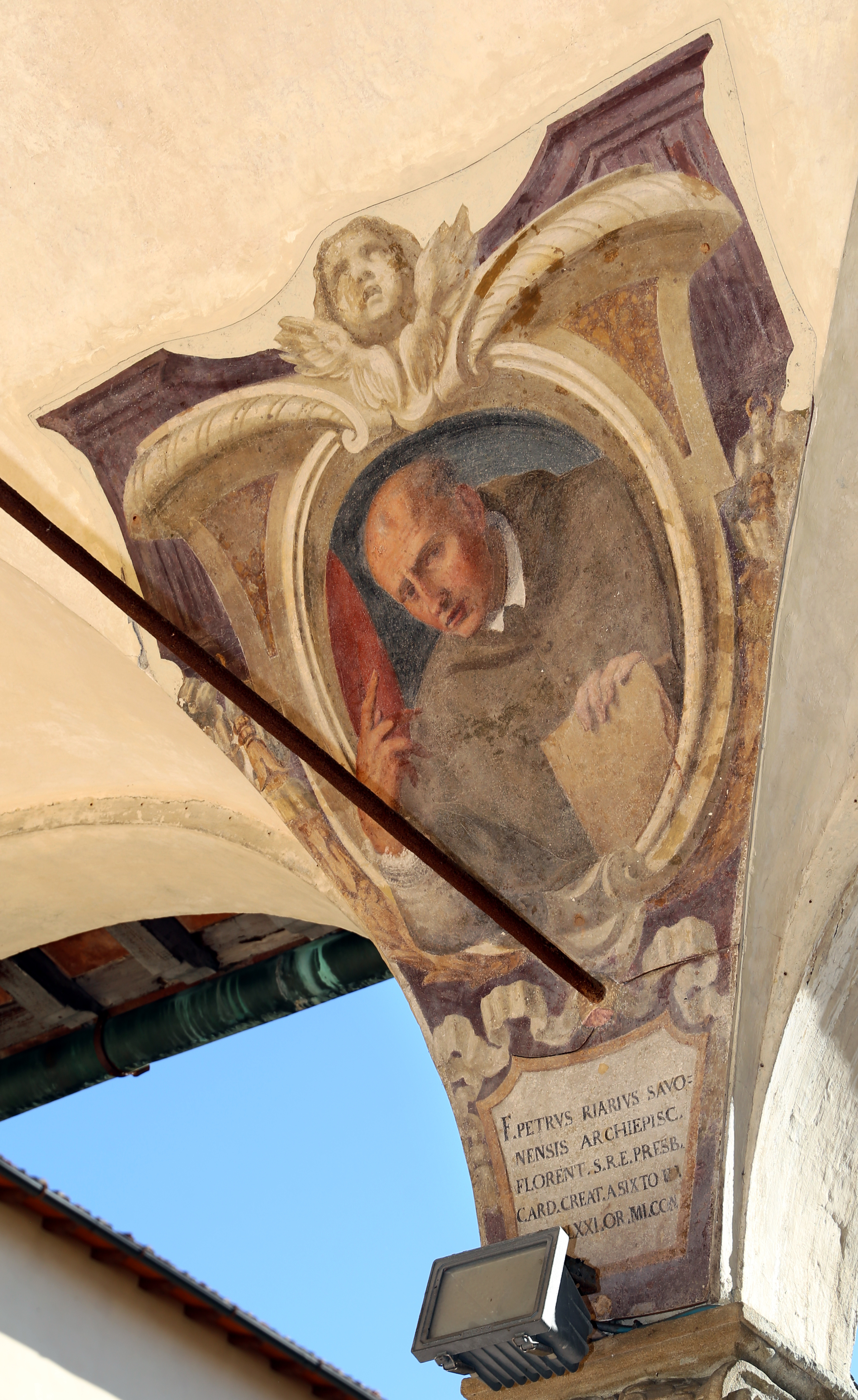
Ritratto del cardinale Pietro Riario da Fabrizio Boschi (1642)

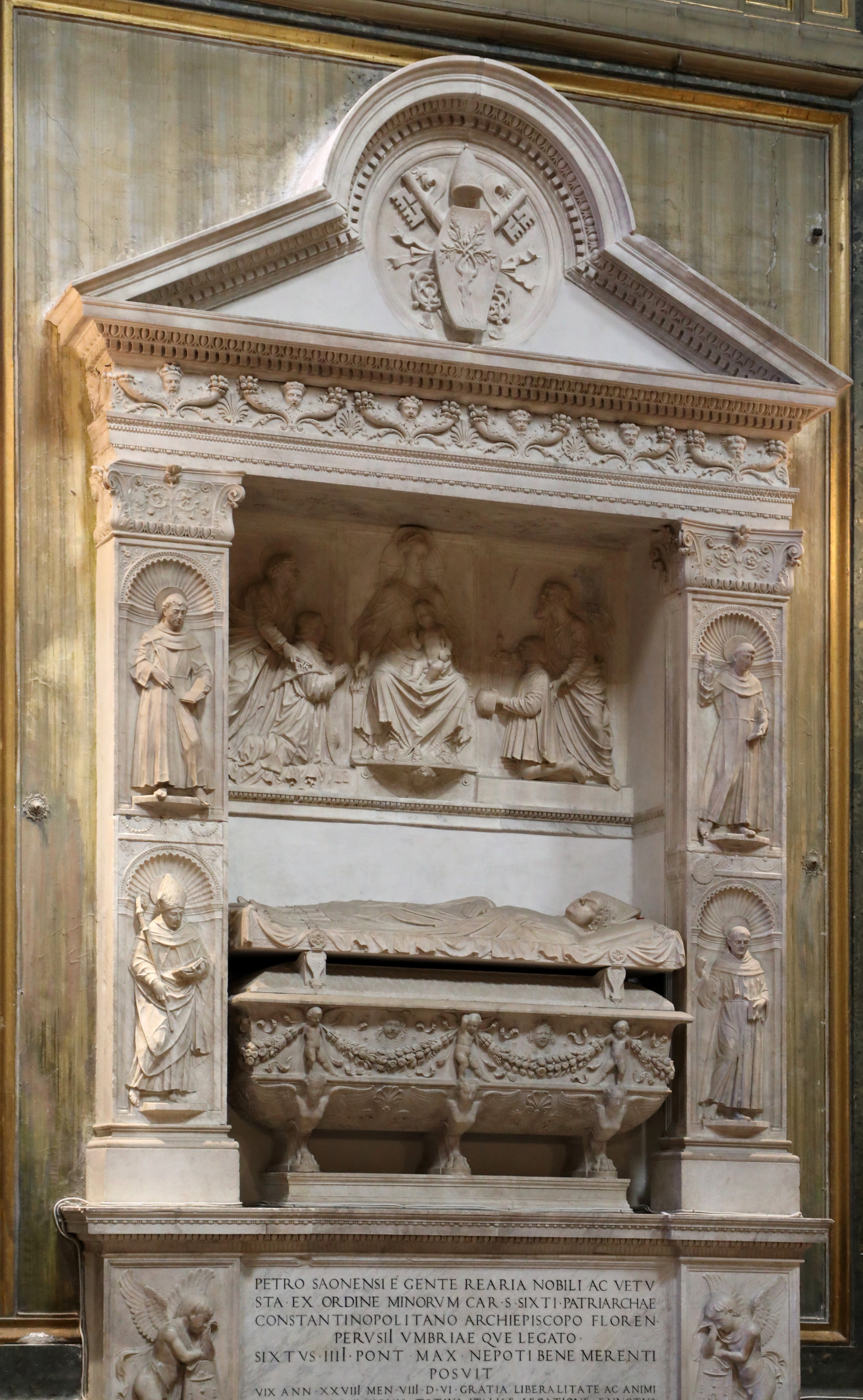
"Monumento Funebre del Cardinale Pietro Riario" (c. 1474) da Andrea Bregno, Giovanni Dalmata e Mino da Fiesole

Entrato nell'Ordine dei Frati Minori Conventuali a Savona come membro della provincia ligure, Pietro completò la sua formazione nei più prestigiosi centri di studio italiani: a Pavia, Padova e a Vicenza dove lo zio Francesco, anch'egli frate minore, aveva studiato e insegnato un trentennio prima a Bologna, a Siena e a Ferrara; eletto provinciale della Liguria, insegnò teologia negli studi conventuali di Venezia e Padova. Quando poi Francesco della Rovere fu nominato cardinale di S. Pietro in Vincoli, nel settembre del 1467, Riario lo seguì a Roma, nel ruolo di segretario.
Il momento decisivo nella carriera pubblica di Pietro fu certamente il conclave dell'agosto del 1471, convocato per eleggere il successore di Paolo II. In quell'assemblea Pietro ebbe un ruolo molto attivo, nel far convergere il consenso dei diciotto cardinali presenti sullo zio, la cui candidatura era assai caldeggiata dal duca di Milano. Le sue trame, probabilmente simoniache, risultarono efficaci e dopo otto giorni di conclave Francesco della Rovere fu proclamato papa (9 agosto 1471).
Sospinto dalla gratitudine e dalla fiducia di papa Sisto, Pietro Riario si avviò a una carriera ecclesiastica folgorante. Il 14 settembre dello stesso 1471 vescovo di Treviso e il successivo 16 dicembre, all'età di ventisei anni, assumendo il titolo di cardinale presbitero di San Sisto, nello stesso concistoro divenne cardinale anche Giuliano della Rovere. Da quel momento le cariche si accumularono sulla sua persona, così come le relative, ricchissime rendite annuali.
Le principali cariche del cardinal Riario furono (terminano quasi tutte nel 1474 data della sua morte):
- Vescovo di Treviso dal 14 settembre 1471 al 28 aprile 1473
- Cardinale presbitero del titolo di San Sisto dal 16 dicembre 1471 al 3 gennaio 1474
- Vescovo di Senigallia dal 1471 al 1474 è eletto quando ancora era sede plena con il vescovo Cristoforo II
- Amministratore apostolico di Valence e Die dal 25 settembre 1472
- Patriarca titolare di Costantinopoli 23 novembre 1472 al 1474
- Arcivescovo metropolita di Spalato 28 aprile 1473 al 1474
- Amministratore apostolico di Siviglia dal 25 giugno 1473 al 1474
- Arcivescovo metropolita di Firenze dal 20 luglio 1473 al 1474
- Amministratore apostolico di Mende dal 3 novembre 1473 al 1474
- Legato apostolico di Perugia e dell'Umbria dicembre 1473 al 1474

Agli incarichi diocesani si aggiunsero poi numerose sedi conventuali e monastiche, di cui Riario fu titolare. In sintesi, si sono potute calcolare in circa 60 000 ducati le sue rendite annuali complessive, che si rivelarono però insufficienti, a fronte di una vita pubblica e privata dispendiosissima e di un grave disordine amministrativo. Generoso verso letterati e artisti e proprietario di una ricca biblioteca, Pietro non fu insensibile tuttavia verso le opere di carità, cui dedicò parte del suo ingente patrimonio. Rimasero famose peraltro, nella società romana, le feste sontuose da lui organizzate, in particolare nel periodo carnevalesco, tra le prime della fastosa epoca del Rinascimento romano.
L'incarico politico e diplomatico più rilevante, connesso alla carica di legato pontificio, fu la missione intrapresa nel 1473 in Italia settentrionale e finalizzata a rafforzare l'alleanza fra il pontefice, il duca di Milano e la Repubblica Veneta. Il risultato più significativo della missione di Pietro, preparato da trattative avviate fin dall'anno precedente, fu l'acquisto della signoria di Imola da Galeazzo Maria Sforza. Ottenuta Imola dai Manfredi, lo Sforza stava trattando la sua cessione a Lorenzo de' Medici per un prezzo di 100 000 fiorini. L'operazione era assai sgradita al pontefice, che temeva l'ingerenza fiorentina nell'area romagnola e si inserì pertanto nella trattativa, inducendo Galeazzo Maria a cedere invece la signoria di Imola al nipote Girolamo Riario. L'accordo con lo Sforza fu dunque concluso da Pietro nel gennaio del 1473 e coronato dalla promessa di matrimonio tra il fratello Girolamo, allora trentenne, e la figlia naturale di Galeazzo, Caterina Sforza, che all'epoca aveva appena dieci anni. Forte di questi legami familiari, Girolamo Riario iniziò la sua carriera politica: già il 16 febbraio 1473 una bolla pontificia lo nominava comandante generale delle truppe papali e governatore di Imola. Pietro, intanto, partiva verso Venezia per completare la sua missione.
Nel giugno del 1473 presenziò alle cerimonie per l'accoglienza della principessa Eleonora d'Aragona, dietro le quali si nascondeva anche la volontà politica di dimostrare la potenza del papato agli altri sovrani italiani, attraverso la più opulenta esibizione di lusso e ricchezza.

### La morte
Verso la fine del 1473, però, in modo improvviso e apparentemente inspiegabile, si ammalò gravemente e dovette rientrare rapidamente a Roma, dove morì, non senza sospetti di avvelenamento. I contemporanei si stupirono della sua morte in giovane età così cominciarono subito a circolare voci circa un possibile avvelenamento .
Pietro fu sepolto nel presbiterio della basilica dei Basilica dei Santi Apostoli, presso la quale stava innalzando un palazzo sontuosissimo, poi completato dal cugino Giuliano della Rovere (papa Giulio II), edificio che si ispirava al palazzo di San Marco, oggi palazzo Venezia, e che, nelle intenzioni del committente, avrebbe dovuto superare quel prestigioso modello. Il monumento funebre di Riario, opera pregevole realizzata in collaborazione da  Mino da Fiesole e Andrea Bregno, era certamente già completato nel 1477. Nel bassorilievo che sovrasta il sarcofago, Pietro è raffigurato in ginocchio accanto al fratello Girolamo, con lui presentato alla Vergine dai santi Pietro e Paolo. Dopo la sua morte il papa elevò a cardinale suo cugino Raffaele Riario e probabilmente riservò a lui alcuni piani futuri pensati per Pietro.
Le operazioni politiche portate a termine nella sua breve, ma intensa carriera, le committenze artistiche stipulate e il suo stile di vita produssero un grave debito, stimato dagli esecutori testamentari in più di 80 000 ducati e ripianato conferendo i benefici rimasti vacanti alla sua morte. Le sole suppellettili del suo patrimonio furono invece valutate 300 000 ducati e passarono, per volontà del pontefice, al fratello Girolamo.